# Марк Христов

## Биография
Марк Христов е български състезател по джудо, състезаващ се в категория до 73 кг.
Роден на 04 април 2000 г. в гр София, Марк израства в спортно семейство – с майка, състезател по скуош, баща и трима братя джудисти, Марк от малък обикаля залите, като известно време тренира спортна гимнастика, футбол и плуване, а на около 10-годишна възраст се насочва към „семейното наследство“ – джудото. От тогава бащата на Марк – Красимир Христов е негов личен треньор.

### Ранни години
Още от дете Марк доминира на татамито в България, като многократно е ставал републикански шампион на всички възрасти и категории.
В тийнейджърските си години Марк се бори в категорията до 66 кг., където извоюва и първият си голям успех на световната сцена през 2017 г., като след оспорван финал става вицесветовен шампион на Световното по джудо за кадети в Чили.
През 2018 г., Марк се качва в по-тежката категория – до 73 кг., в която участва и към 2024 г.
След това, през 2019 г., печели златен медал на Европейска купа за младежи в Сараево.

### Успехи
Първият си успех на световно ниво при мъжете, Марк Христов постига през 2021 г., когато печели бронзов медал в категорията до 73 кг. на Grand Prix в Загреб.
През 2022 г., Марк продължава с успехите, като печели два златни и един бронзов медал. Първото отличие, Марк извоюва ставайки първи на Европейската купа за мъже в Прага. По-късно през 2022 г., Марк става трети на Европейското първенство по джудо за мъже, провело се в София. След това печели и златен медал, ставайки европейски шамион до 23 години в Босна и Херцеговина.
През 2023 г., Марк Христов печели бронз на Grand Slam в Тел Авив.
След отсъствие поради контузия, през 2024 г., Марк става седми на европейското първенство по джудо за мъже, а през юни 2024 г. печели квота за летните олимпийски игри в Париж 2024 г.
В олимпийския турнир Марк Христов печели мача си в първия елиминационен кръг, но губи във втория.